# Fosse no 2 ter des mines de Lens
La fosse no 2 ter dite Auguste Descamps de la Compagnie des mines de Lens est un ancien charbonnage du Bassin minier du Nord-Pas-de-Calais, situé à Loison-sous-Lens. Les travaux de ce puits d'aérage de la fosse no 2 - 2 bis commencent au début du XXe siècle. La fosse est détruite durant la Première Guerre mondiale. Elle est reconstruite suivant le style architectural des mines de Lens d'après-guerre, avec un chevalement en béton armé.
La Compagnie des mines de Lens est nationalisée en 1946, et intègre le Groupe de Lens. En 1952, ce dernier fusionne avec le Groupe de Liévin pour former le Groupe de Lens-Liévin. Le puits est comblé en 1967, et le chevalement détruit en 1976.
Le site est occupé par un garage automobile. Au début du XXIe siècle, Charbonnages de France matérialise la tête de puits no 2 ter, et y installe un exutoire de grisou. Le garage ferme à la fin des années 2000, et l'enseigne Chronodrive ouvre sur le site son premier magasin du Pas-de-Calais.

## La fosse

### Fonçage
La fosse d'aérage no 2 ter est entreprise par la Compagnie des mines de Lens à Loison-sous-Lens au début du XXe siècle. Elle est située à l'est-nord-est de la fosse no 2 - 2 bis, sise à Lens, à 1 286 mètres du puits no 2 et 1 058 mètres du puits no 2 bis, mais également à 1 343 mètres au sud-sud-est de la fosse no 8 - 8 bis, sise à Vendin-le-Vieil.
La fosse no 2 ter est baptisée en l'honneur d'Auguste Descamps, comme l'a été la fosse no 8 - 8 bis.

### Exploitation
La fosse est détruite durant la Première Guerre mondiale. Elle est reconstruite suivant le style architectural des mines de Lens d'après-guerre, le puits no 2 ter est équipé d'un chevalement en béton armé.
La Compagnie des mines de Lens est nationalisée en 1946, et intègre le Groupe de Lens. En 1952, ce dernier fusionne avec le Groupe de Liévin pour former le Groupe de Lens-Liévin. Le puits no 2 ter, profond de 506 mètres est remblayé en 1967, son chevalement est détruit en 1976.

### Reconversion
Un garage automobile prend la place du carreau de fosse, jusqu'à la fin des années 2000. Au début du XXIe siècle, Charbonnages de France matérialise la tête de puits no 2 ter, et y installe un exutoire de grisou. Le BRGM y effectue des inspections chaque année. L'enseigne Chronodrive ouvre son premier magasin du Pas-de-Calais sur le carreau de fosse, le 31 octobre 2010,,,. Le puits est situé dans un des deux hangars. Il ne reste rien de la fosse.

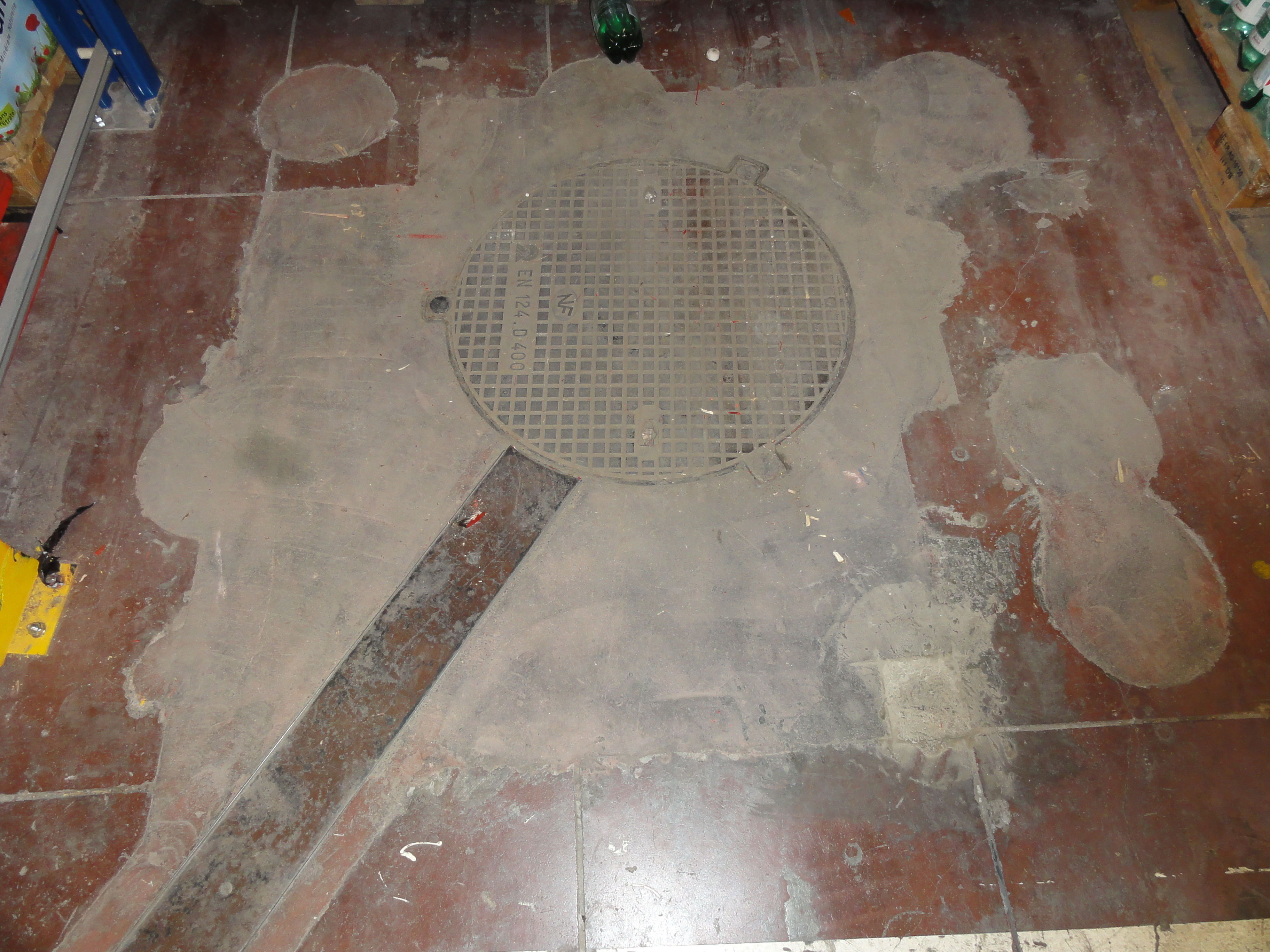
La tête de puits matérialisée.
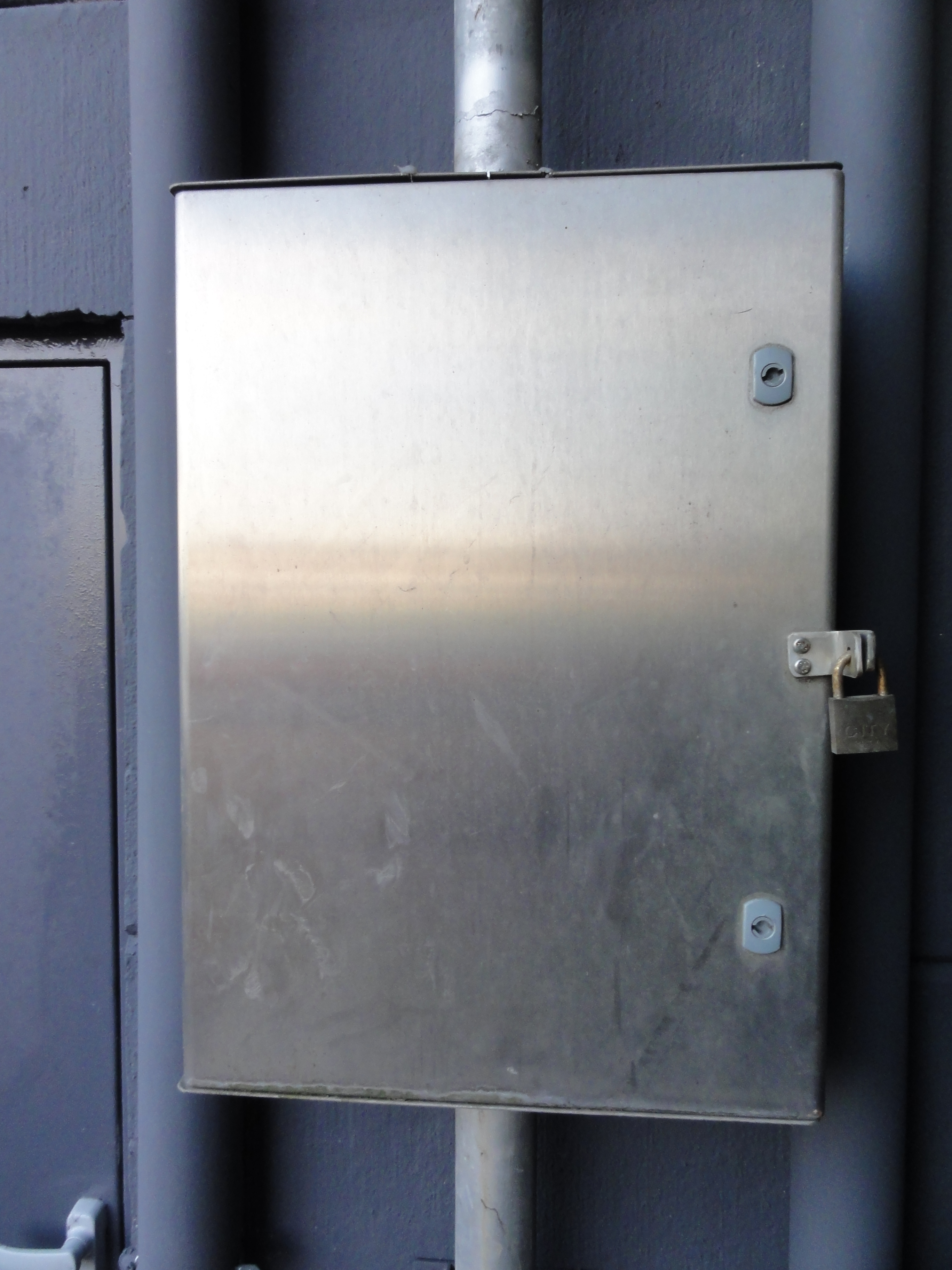
Les vannes de l'exutoire de grisou.
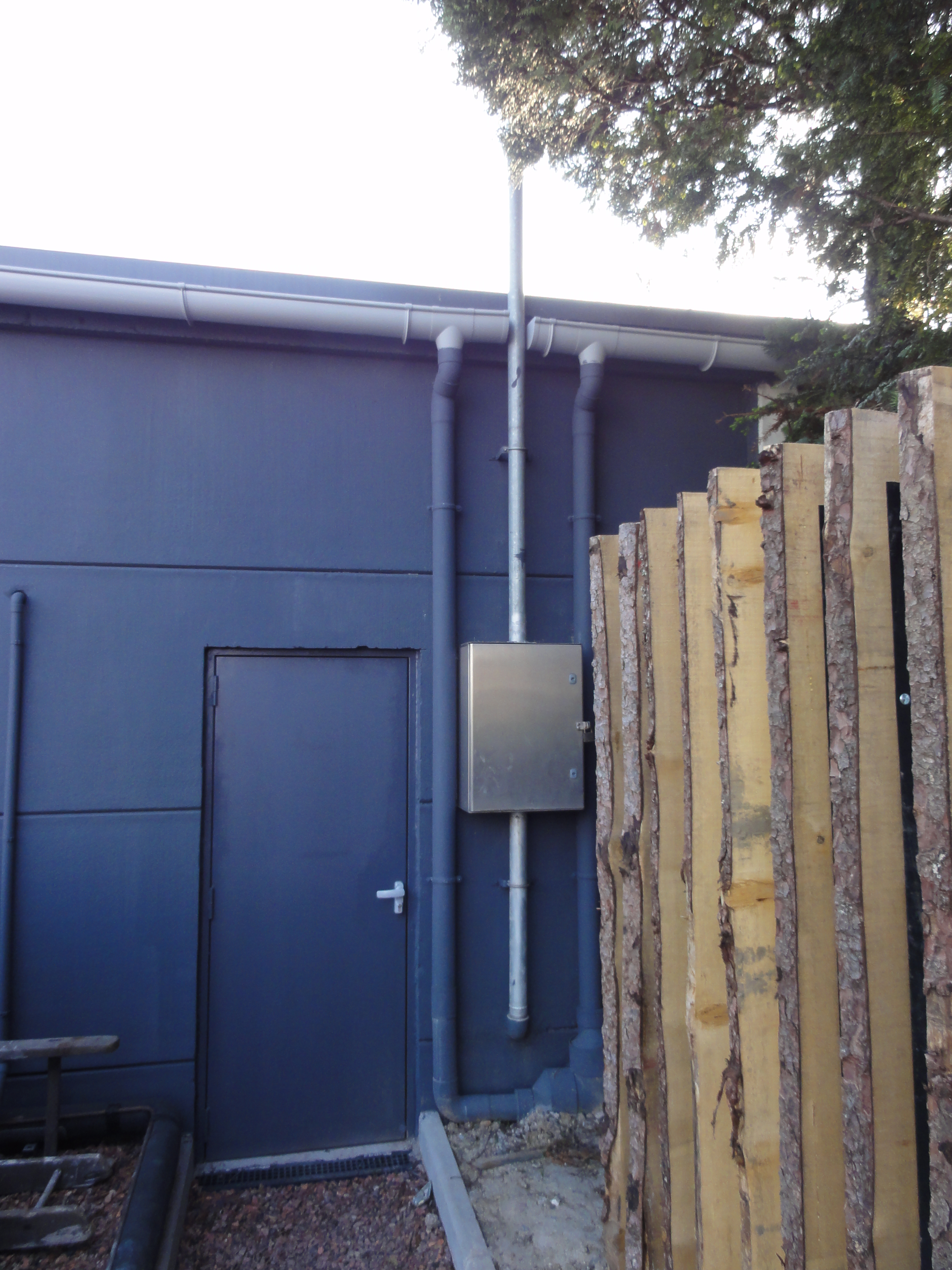
L'exutoire de grisou.
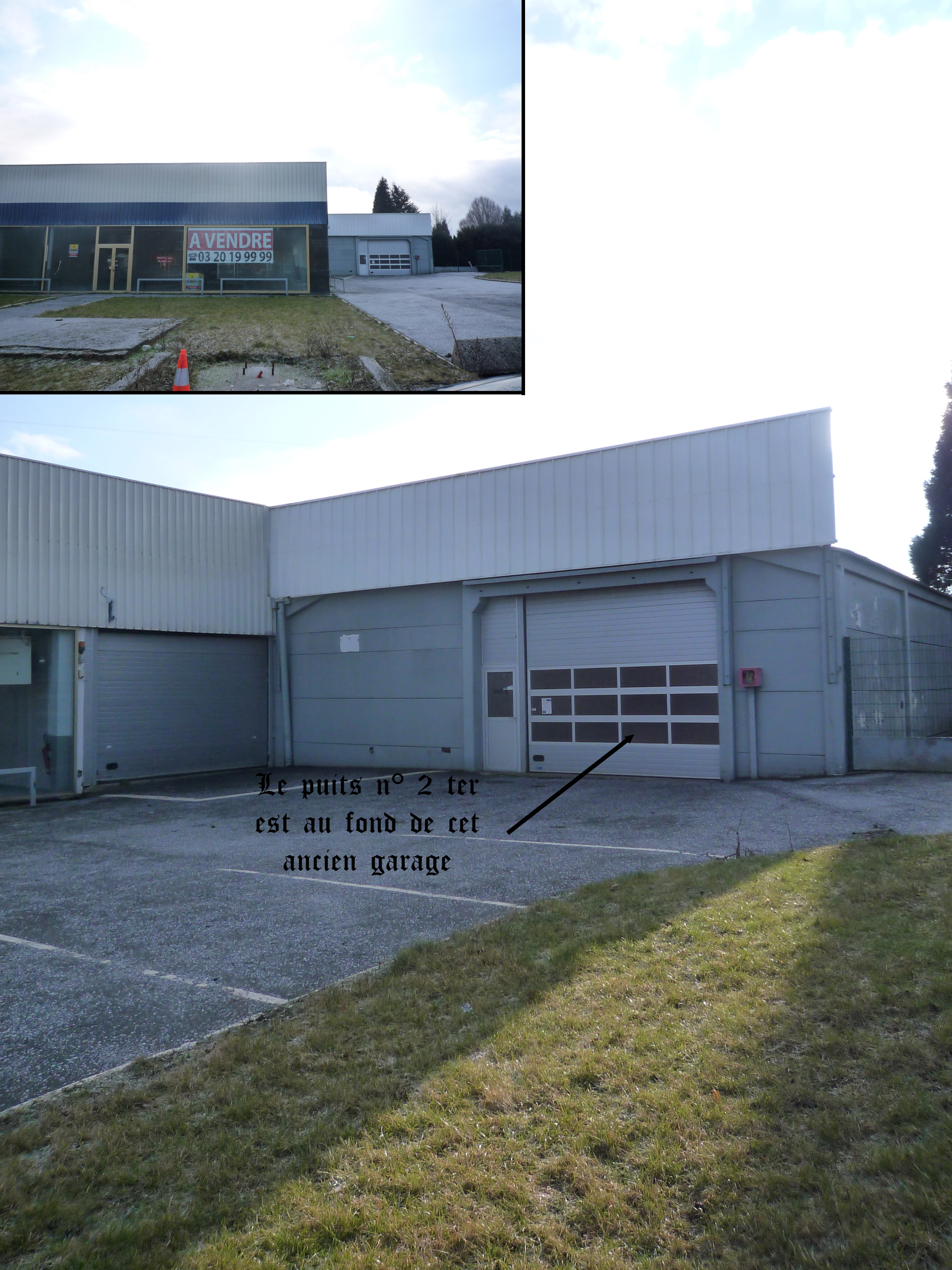
Le site, avant sa transformation, en février 2010.